# 寺尾知可史
寺尾 知可史（てらお ちかし）は、日本の医師、医学者（遺伝統計学・臨床免疫学）。博士（医学）（京都大学・2011年）。国立研究開発法人理化学研究所生命医科学研究センターゲノム解析応用研究チームチームディレクター、静岡県立総合病院臨床研究部免疫研究部長、静岡県立大学薬学部特任教授。
滋賀県立成人病センターでの勤務を経て、京都大学大学院医学研究科GCOEプログラムアソシエイトフェロー、京都大学附属ゲノム医学センター研究員、京都大学附属ゲノム医学センター特定助教などを歴任。

## 人物・経歴

### 生い立ち
大阪府で育つ。京都大学医学部に進学。2004年3月、京都大学を卒業。なお、在学中に医師国家試験に合格しており、同年5月7日付で医師免許を取得した。同年4月より、滋賀県立成人病センターにて研修医となった。2006年4月に京都大学大学院医学研究科に進学し、内科学講座で臨床免疫学分野について学んだ。2010年3月、同博士課程を単位取得退学。なお、のちに学位論文「MBP and AIRE are genetic determinants for predisposition to rheumatoid arthritis in Japanese population」で、2011年に京都大学より博士（医学）の学位が授与された。

### 研究者として
大学院単位取得退学後は、2010年4月より、母校である京都大学大学院医学研究科のGCOEプログラムアソシエイトフェローを務めた。2011年4月からは、医学研究科の下に置かれた附属ゲノム医学センターにて研究員となり、疾患ゲノム疫学分野に在籍。同年7月からは附属ゲノム医学センター特定助教となり、引き続き疾患ゲノム疫学分野に在籍。その傍らで、ハーバード大学医学大学院の下に置かれたブリガム・アンド・ウィメンズ病院にて、2014年12月より博士研究員を兼任。
2017年4月、国立研究開発法人理化学研究所統合生命医科学研究センター統計解析研究チーム上級研究員に就任、2019年4月、生命医科学研究センターゲノム解析応用研究チームチームディレクターに就任。その傍らで、同年4月より、静岡県立総合病院臨床研究部免疫研究を兼任。同年10月からは、静岡県立大学薬学部特任教授を兼任している。

## 研究
専門は医学。特に遺伝統計学や臨床免疫学の研究に取り組んだ。具体的には、自己免疫疾患の病態の解明を目指しており、関節リウマチなどに関する研究が知られている。また、人類遺伝学の視点から形質の基盤の解明を目指す。
その業績に対して、さまざまな学術賞が授与された。たとえば「免疫形質、特に希少免疫疾患の遺伝的解析と病態解明、治療応用」に対しては、日本人類遺伝学会から奨励賞が授与された。そのほか、日本臨床免疫学会優秀演題賞、岡本研究奨励賞、日本リウマチ学会奨励賞、文部科学省若手科学者賞、日本学術振興会賞などの学術賞が授与された。日本国外からも、ヨーロッパリウマチ学会から優秀要旨賞、アジア太平洋リウマチ学会から最優秀要旨賞が授与された。
日本リウマチ学会、日本内科学会、日本免疫学会、日本人類遺伝学会、などに所属。

## 略歴
- 2004年 - 京都大学医学部卒業[2][3]。
- 2004年 - 滋賀県立成人病センター研修医[2]。
- 2010年 - 京都大学大学院医学研究科博士課程単位取得退学[3]。
- 2010年 - 京都大学大学院医学研究科GCOEプログラムアソシエイトフェロー[2]。
- 2011年 - 京都大学附属ゲノム医学センター研究員[2]。
- 2011年 - 京都大学附属ゲノム医学センター特定助教[2]。
- 2014年 - ハーバード大学ブリガム・アンド・ウィメンズ病院博士研究員[2][7]。
- 2017年 - 理化学研究所統合生命医科学研究センター統計解析研究チーム上級研究員[7]。
- 2017年 - 静岡県立総合病院臨床研究部免疫研究部長（兼任）[7]。
- 2017年 - 静岡県立大学薬学部特任教授(兼任）[7]。
- 2019年 - 理化学研究所生命医科学研究センター ゲノム解析応用研究チームチームディレクター

## 賞歴
- 2011年 - ヨーロッパリウマチ学会優秀要旨賞[11]。
- 2013年 - 日本臨床免疫学会優秀演題賞[11][12]。
- 2014年 - アジア太平洋リウマチ学会最優秀要旨賞[11]。
- 2016年 - 岡本研究奨励賞[11]。
- 2017年 - 日本リウマチ学会奨励賞[11]。
- 2017年 - 日本人類遺伝学会奨励賞[11]。
- 2019年 - 理研栄峰賞[11]。
- 2019年 - 日本医師会医学研究奨励賞[11]。
- 2019年 - 文部科学大臣若手科学者賞
- 2020年 - 井村臨床研究奨励賞[11]
- 2020年 - 日本免疫学会研究奨励賞[11]。
- 2021年 - 理研栄峰賞[11]。
- 2023年 - 日本人類遺伝学会学会賞[11]。
- 2024年 - 日本リウマチ学会学会賞[11]。
- 2024年 - 日本学術振興会賞